# Варцок, Фридрих
Вернер Фридрих Эрнст Варцок (нем. Werner Friedrich Ernst Warzok; 21 сентября 1903, Рогова, под Позеном, Германская империя — после 1945) — немецкий офицер, гауптштурмфюрер СС, комендант концлагеря Яновский.

## Биография
Фридрих Варцок родился 21 сентября 1903 года. Выучился на каменщика и в 1920 году переехал в Берлин. С 1922 по 1927 год состоял в морской бригаде Германа Эрхардта. 1 июля 1931 года вступил в НСДАП (билет № 573261) и 1 октября 1931 года был зачислен в ряды СС (№ 23262). С июня 1933 по 1938 год Варцок служил в управлении Германского трудового фронта. 9 ноября 1937 года был произведён в унтерштурмфюреры СС. В 1938 году был призван в полицейский полк в Берлине. С 1939 года служил в полицейском полку в Варшаве. 20 апреля 1939 года ему было присвоено звание оберштурмфюрер. В марте 1940 года стал руководителем отрядов народной самозащиты, состоящих из фольксдойче и действующих в районе Варшавы. 17 октября 1941 года был зачислен в штаб руководителя СС и полиции в Галиции. Варцок был руководителем нескольких трудовых лагерей, расположенных в регионе украинского города Золочев. В июле 1943 года стал комендантом концлагеря Яновский. Отличался жестокостью по отношению к узникам, любил подвешивать их кверху ногами и оставлять их в таком состоянии до смерти. В марте 1945 года служил в концлагере Нойенгамме. После окончания войны сбежал в Египет.
Центр Симона Визенталя включил его в список 10 самых разыскиваемых нацистских преступников.